# Aleksandr Głagolew
Aleksandr Aleksandrowicz Głagolew (ros. Александр Александрович Глаголев; ur. 2 lutego?/14 lutego 1872 w guberni tulskiej, zm. 25 listopada 1937 w Kijowie) – rosyjski duchowny i teolog prawosławny, specjalizujący się w biblistyce.

## Życiorys

### Wczesna działalność
Był synem kapłana prawosławnego z guberni tulskiej. Ukończył seminarium duchowne w Tule, a następnie Kijowską Akademię Duchowną (dyplom kandydata nauk teologicznych w 1898), w której uczył się jako stypendysta państwowy, jeden z najlepszych absolwentów seminarium. Po uzyskaniu dyplomu został stypendystą profesorskim, p.o. docenta, zaś w 1900 obronił dysertację magisterską, którą poświęcił starotestamentowemu nauczaniu o aniołach. Zawarł w niej zarys dziejów badań teologicznych nad aniołami i demonami, analizował imiona aniołów przewijające się w tekstach starotestamentowych oraz etymologię nazw grup aniołów. Według profesora A. Olesnickiego, jednego z recenzentów pracy, była to pierwsza poważna rosyjska praca teologiczna z dziedziny angelologii.

### Praca naukowa w latach 1905–1924
W 1905 Aleksandr Głagolew został pierwszym rektorem Kijowskiej Akademii Duchownej po jej przeprowadzonej w tym samym roku reformie. W roku następnym otrzymał tytuł profesorski i stanął na czele katedry Pisma Świętego Starego Testamentu.
Zajmował się naukowo również zagadnieniami społecznymi historii starotestamentowej i relacjami między problemami społecznymi a postawą religijno-moralną starożytnego społeczeństwa żydowskiego, w 1903 opublikował monografię poświęconą dobroczynności w starożytnym Izraelu. Jest także autorem szkiców poświęconych Lewitom i komentarzy do 1 i 2 Księgi Królewskiej, 2 Księgi Kronik, Księgi Tobiasza, Księgi Przysłów, Księgi Nahuma, Księgi Habakuka, Księgi Sofoniasza, Księgi Aggeusza oraz listów powszechnych, przeznaczonych do wydania Biblii z komentarzem redagowanej przez Aleksandra Łopuchina i jego następców. Publikował w prasie cerkiewnej swoje teksty teologiczne oraz homilie, był ponadto współautorem haseł Prawosławnej Bogosłowskoj Encikłopiediji.
W 1913 był jednym ze świadków obrony powołanych w sprawie Menachema Bejlisa, oskarżonego o zabójstwo-mord rytualny. Zaprzeczał wówczas, jakoby Żydzi dokonywali podobnych czynów i przyczynił się do uniewinnienia Bejlisa.

### Po likwidacji Kijowskiej Akademii Duchownej

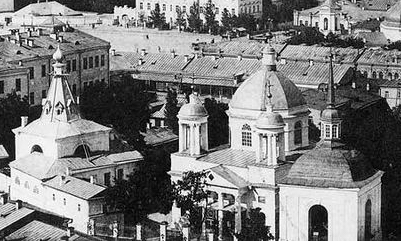
Zburzona w 1935 cerkiew św. Mikołaja Dobrego w Kijowie, w której duchowny służył w ostatnich latach życia

W 1924 (1919?) władze bolszewickie zlikwidowały Kijowską Akademię Duchowną, zaś w latach 30. XX wieku rodzinę Głagolewów zmuszono do opuszczenia zajmowanego dotąd mieszkania. Nie mając możliwości kontynuowania pracy naukowej, ks. Głagolew został proboszczem w cerkwi św. Mikołaja Dobrego w Kijowie i był dziekanem jednego z dekanatów eparchii kijowskiej. W 1931 został aresztowany i przez pół roku był przetrzymywany w Więzieniu Łukjanowskim. 20 października 1937 został uwięziony po raz drugi. Według świadectwa współwięźnia poddawany był wyczerpującym przesłuchaniom. Oskarżony o aktywny udział w antyradzieckiej faszystowskiej organizacji cerkiewnej kierowanej przez arcybiskupa kijowskiego Konstantyna, zmarł w czasie przesłuchania i został pochowany w zbiorowym grobie razem z innymi ofiarami wielkiego terroru. Za rządów Nikity Chruszczowa rodzina duchownego ustawiła na grobie krzyż z analogionem i inskrypcją cerkiewnosłowiańską Błażenni izgnani prawdy radi (Błogosławieni, którzy cierpią prześladowanie dla sprawiedliwości).

## Rodzina
Był duchownym żonatym, w roku obrony pracy magisterskiej zawarł związek małżeński z Zinaidą Pietrowną Slesariewską (zm. 1936). Miał córkę Warwarę oraz synów Siergieja i Aleksieja (ur. 1901), który w 1941 również został kapłanem prawosławnym, służył w Kijowie, w latach II wojny światowej udzielał pomocy Żydom, za co w 1991 otrzymał pośmiertnie tytuł Sprawiedliwego wśród Narodów Świata; wyróżniono nim również jego żonę, syna i wnuczkę.

## Upamiętnienie
Aleksandra i Aleksieja Głagolewów upamiętnia tablica pamiątkowa na terenie kijowskiego uniwersytetu Akademia Kijowsko-Mohylańska.
Aleksandr Głagolew był blisko związany z rodziną pisarza Michaiła Bułhakowa, który ukazał go jako ks. Aleksandra z cerkwi św. Mikołaja Dobrego w swojej powieści Biała gwardia.